# Ano
Ano (лат.) — ископаемый род тараканов из семейства Liberiblattinidae. Юрский период (около 170 млн лет; бахарская свита, Монголия; около 160 млн лет, карабастауская свита, Каратау, Казахстан).

## Описание
Мелкие ископаемые таракановые (длина около 1 см). Изменчивый таксон, отличающийся от других представителей семейства довольно простой окраской, образующей простой одноточечный рисунок (другие представители семейства либо не имеют окраски, как Stavba, либо с простой макулой, как Elisamoides, либо с более сложным рисунком, как Liberiblattina). Отличия заключаются в непараллельных краях довольно коротких и широких передних крыльев с отчётливыми псевдожилками. Жилкование обычно характеризуется базально разветвлённой довольно короткой жилкой Sc, но иногда присутствуют терминальные ветви или Sc может быть редко даже простой; R слабо сигмоидальная с R редко вторично разветвлённой, RS может быть дифференцированной; M изогнутая, не сигмоидальная; CuA с базально дифференцированными 2 основными стеблями, A разветвлённая, иногда терминально; CuP плавная.

## Таксономия
Род был впервые описан в 2020 году словацким палеоэнтомологом Петером Вршанским (Peter Vršanský; Institute of Zoology, Словацкая академия наук, Братислава, Словакия) по типовым материалам из юрских отложений (около 170 млн лет; бахарская свита, Монголия). В 2024 году дополнен новыми видами из карабастауской свиты (Каратау, Туркестанская область, Казахстан). Включён в состав семейства Liberiblattinidae.
- Ano da Vršanský, 2020
- Ano mal Vršanský, 2024
- Ano naslosa Vršanský, 2024
- Ano net Vršanský, 2020
- Ano nym Vršanský, 2020
- Ano ona Vršanský, 2024
- Ano palindrom Vršanský, 2024
- Ano si Vršanský, 2024
- Ano tak Vršanský, 2024